# 意富禰希毛知命
意富弥希毛知命（おおみけもちのみこと、生没年不詳）は、『粟鹿大明神元記』に記された古墳時代の豪族。

## 概要
『粟鹿大明神元記』によれば、神人部の祖で、淡路国三原郡幡多郷の神人部川成の祖先であるとされる。